# Provincetown
Provincetown és una població dels Estats Units a l'estat de Massachusetts. Segons el cens del 2007 tenia 3.171 habitants. El seu malnom en anglès és P-Town.

## Demografia
Segons el cens del 2000, Provincetown tenia 3.431 habitants, 1.837 habitatges, i 464 famílies. La densitat de població era de 137,1 habitants/km².
Dels 1.837 habitatges en un 9% hi vivien nens de menys de 18 anys, en un 17,7% hi vivien parelles casades, en un 5,3% dones solteres, i en un 74,7% no eren unitats familiars. En el 53,2% dels habitatges hi vivien persones soles el 14,5% de les quals corresponia a persones de 65 anys o més que vivien soles. El nombre mitjà de persones vivint en cada habitatge era d'1,69 i el nombre mitjà de persones que vivien en cada família era de 2,65.
Per edats la població es repartia de la següent manera: un 8% tenia menys de 18 anys, un 5,2% entre 18 i 24, un 36,1% entre 25 i 44, un 32,9% de 45 a 60 i un 17,8% 65 anys o més.
L'edat mediana era de 45 anys. Per cada 100 dones de 18 o més anys hi havia 116,2 homes.
Entorn del 8,5% de les famílies i el 16,3% de la població estaven per davall del llindar de pobresa.

## Poblacions més properes
El següent diagrama mostra les poblacions més properes.

## Personatges destacats
- Robert Motherwell